# Seagry
 (septembre 2023).
Seagry est une paroisse civile et un village du Wiltshire, en Angleterre.